# Paul Émile Lecoq de Boisbaudran
Paul Émile (François) Lecoq de Boisbaudran (Cognac, 18 de abril de 1838 - París, 28 de mayo de 1912) fue un químico francés. En 1858 se incorporó a la empresa vitivinícola familiar, pero un año más tarde fue a trabajar como químico.
En 1874 escribió Spectres lumineux, spectres prismatiques, et en longeurs d'ondes destines aux recherche de chimie minerale, obra publicada en París por Gauthier-Villars y que fue una de las primeras descripciones de la nueva ciencia de la espectroscopia desarrollada por Kirchhoff. En 1875 se utilizó este método para descubrir el elemento químico galio, que viene de la palabra latina para la Galia, Gallia. Lecoq encontró el metal en una muestra de mineral de zinc de los Pirineos. Un año más tarde, el elemento fue aislado por electrólisis. Más tarde se afirmó que Lecoq había nombrado al elemento en su propio honor, ya que en latín gallus es la traducción del francés le coq, Pero Lecoq lo negó en un artículo de 1877. La existencia de galio había sido pronosticada en 1871 por Mendeleev, quien lo llamó eka-aluminio, y su descubrimiento fue un impulso para Mendeleev la teoría de la tabla periódica.
Lecoq descubrió más adelante el samario (1880) y el disprosio (1886). También aisló gadolinio en 1885, que había sido descubierto en 1880 por J.C. Galissard de Marignac.
Lecoq contribuyó además al desarrollo de la clasificación periódica de los elementos proponiendo, poco después de su descubrimiento, que el argón es un miembro de un nuevo —y hasta entonces insospechado— grupo de elementos, más tarde conocido como los gases nobles.
Murió en París a la edad de 74 años.
Fue galardonado en 1879 con la medalla Davy, concedida por la Royal Society «por su descubrimiento del galio».